# Мільйони Брюстера (фільм)
Мільйони Брюстера (англ. Brewster's Millions) — американський комедійний фільм 1985 року.

## Сюжет
Не надто вдалий бейсбольний гравець Монті Брюстер сподівається, що життя подарує йому другий шанс. І він йому випадає — далекий родич за заповітом залишає Брюстеру величезний статок в 300 мільйонів доларів. Однак щоб отримати його, він повинен розтратити 30 мільйонів за один місяць. Почавши їх витрачати Монті несподівано розуміє, що це виявляється не так легко. Мало того, що це саме по собі нелегка справа, встигнути витратити таку суму за такий термін з купою обмежень, які прописані в заповіті, так ще й всі навколо, намагаються йому перешкодити. Ніхто не може зрозуміти, чому він з такою швидкістю розлучається зі своїми грошима, а пояснити це він нікому не може, інакше порушить умову і не отримає грошей.

## У ролях
- Річард Прайор — Монтгомері Брюстер
- Джон Кенді — Спайк Нолан
- Лонетт МакКі — Анжела Дрейк
- Стівен Коллінз — Воррен Кокс
- Джеррі Орбах — Чарлі Пеглер
- Пет Гінгл — Едвард Раундфілд
- Това Фелдшух — Мерилін
- Г'юм Кронін — Руперт Горн
- Джо Гріфазі — Джей Бі Дональдо
- Пітер Джейсон — Чак Флемінг
- Девід Вайт — Джордж Гранвиль
- Джером Демпсі — Норріс Бакстер
- Девід Вол — Юджин Провост
- Джі-Ту Кумбука — Мелвін
- Мілт Коган — Геллер
- Карміне Каріді — Сальвіно